# El Sol de Hermosillo
El Sol de Hermosillo (fundado el 15 de agosto de 2014 en Hermosillo, Sonora) es un diario mexicano perteneciente a la Organización Editorial Mexicana.
El 15 de agosto de 2014 se publicó la primera edición impresa del diario, con las noticias de la capital sonorense, artículos de opinión y reportajes.
A lo largo de seis años, este medio informativo ha incursionado también en el área digital con su página web, con la que alcanzó otros nichos de lectores. 
En este 2020, El Sol de Hermosillo forma parte de proyectos internacionales, como los fondos de Google para medios de comunicación, para enfrentar, de manera periodística, la pandemia por Covid-19.

## Secciones
- Principal: Información relevante en Hermosillo y todo Sonora.
- Local: Información de Hermosillo y otros municipios en temas generales.
- Policiaca: Información relativa a seguridad pública.
- México: Información de relevancia nacional.
- República: Información de sucesos en otros estados del país.
- Finanzas: Información relacionada con economía y finanzas.
- Deportes: Información de deportes en Hermosillo y todo Sonora.
- Círculos: Todo el ámbito social en una sola sección.
- Gossip: Información de espectáculos y celebridades
- Doble Vía: Información relacionada con temas de tendencia, salud y ecología.

## Proyectos periodísticos
Juntos Crecemos: Proyecto en conjunto con Google, para impulsar el comercio local durante la pandemia por coronavirus. 
Ahora nos Toca: Campaña con empresarios, sociedad civil y personajes de Hermosillo para fomentar la solidaridad en la contingencia sanitaria de 2020.
¡Asústame! Cuéntame tu Historia: Serie de relatos y leyendas urbanas con motivo del octubre, mes del terror. 